# タイキコーポレーション
タイキコーポレーションは愛知県を中心にパチンコチェーン「タイキ」を展開する「タイキグループ」の中核となる企業。三河地区（蒲郡市・豊川市・豊橋市・岡崎市）および尾張地区（稲沢市）の店舗を運営するタイキコーポレーション（TAIKI KOGYO Co.,LTD ）と、関連会社で名古屋市内および三重県（四日市市）の店舗を運営する昇喜（しょうき）がある。

## 概要
かつては「チャンピオンタイキ」の店舗名称を使用していたが、「クラブタイキ」「タイキッズ」など店舗イメージのリニューアルを進めた。
現在の店舗名はスロット専門店を除き「タイキ」に統一されており、駐車場に掲示してある看板に「チャンピオンタイキ（Champion TAIKI）」の表記が残っている店舗もある。
宣伝・広告手法も見直し、テレビCM・ラジオCMのほか、地元の路線バス（名鉄バス東部）のラッピング車両を走らせていた。
タイキ竹島店の隣に本社社屋がある。

## 沿革
- 1973年（昭和48年） - 大喜興業株式会社（法人番号9180301011117）を設立。
- 1979年（昭和54年） - 「タイキ豊川店（現 豊川千歳通店）」開店。
- 1981年（昭和56年） - 「タイキ蒲郡店」開店。
- 1985年（昭和60年） - 「タイキ八幡店（現 豊川八幡店）」開店。
- 1987年（昭和62年） - 「タイキ中央店」開店。
- 1991年（平成3年） - 「タイキ竹島店」開店。
- 1992年（平成4年） - 大喜興業株式会社本社を新築。
- 1993年（平成5年） - 「タイキ豊橋店」開店。
- 1995年（平成7年） - 「タイキ仲ノ店（現 ジャンピングスロットタイキ）」開店。
- 1996年（平成8年） - 株式会社タイキコーポレーション（4180301011154）営業開始。「タイキ竹谷店」開店。
- 1997年（平成9年） - 「タイキ藤沢店」開店。
- 2000年（平成12年） - 「タイキ豊川店」をタイキグループ初のスロット専門店「タイキッズ」にリニューアル。
- 2001年（平成13年） - 「タイキ岡崎伊賀店」開店。
- 2005年（平成17年） - 「クラブタイキ（旧 タイキ八幡店）」「ジャンピングスロットタイキ（旧 タイキ仲ノ店）」開店。
  - 「タイキ1010四日市泊小柳店」開店、株式会社昇喜設立[2]。
- 2006年（平成18年） - 「タイキ稲沢駅前店」開店。
- 2011年（平成23年） - 「タイキ豊川住吉店」開店。「タイキッズ」を豊川千歳店、「クラブタイキ」を豊川八幡店にリニューアル。
- 2015年（平成27年） - 株式会社昇喜（9180301011067）が分社化[2]。
- 2016年（平成28年） - 「タイキ1333磐田南店」開店。
  - 10月1日、株式会社タイキコーポレーションが株式会社有喜（5180301012036）を吸収合併[3]。

## 店舗

### 三河地区
- 蒲郡エリア
  - タイキ蒲郡店
  - タイキ竹島店（1号館／2号館）
- 豊川エリア
  - 豊川住吉店
    - 店内にカフェとカレーのチャンピオンを設置。

  - 豊川千歳通店（旧 タイキッズ。低貸玉専門店）
  - 豊川八幡店（旧 クラブタイキ。低貸玉専門店）
- 豊橋エリア
  - タイキ豊橋店
  - ジャンピングスロットタイキ（旧 タイキ仲ノ店）
  - タイキ藤沢店
- 岡崎エリア
  - タイキ岡崎伊賀店

### 尾張地区
- 稲沢エリア
  - タイキ稲沢駅前店
- 名古屋エリア
  - タイキ港区木場店

### 三重地区
- 四日市エリア
  - タイキ四日市南店

### 静岡地区
- 磐田エリア
  - タイキ1333磐田南店

#### かつて存在した店舗
- チャンピオンタイキ本店
  - 創業地。現在はコメダ珈琲店蒲郡三谷店およびとりあえず吾平愛知蒲郡店になっている。チャンピオンタイキ本店第二駐車場が店舗北側に電照看板とともに現在も残っている。
- チャンピオンタイキ中央店
  - チャンピオンタイキ本店の西、約800mに存在した店舗。現在は武蔵丸蒲郡店（回転ずし）および亜熱帯蒲郡三谷店（まんが喫茶）・JOYJOY蒲郡三谷店（カラオケ）となっている。
- チャンピオンタイキ竹谷店
  - 現在は病院になっている。至近距離にタイキグループと同じく蒲郡市に本社を持つ株式会社ニイミが運営する中日ホール竹谷店がある。

## イメージガール
2005年杏さゆり、2006年石坂ちなみとプロのタレントをイメージガールに起用していたが2007年7月にイメージガールを一般公募、上矢りせがイメージガールに選ばれ、同年10月からテレビCMなどに出演していた。
2008年10月より放送されているCMには、2代目ミスマリンちゃんを務めた小倉遥が抜擢された。中部地区限定のCMではバックで流れる歌も歌っている。

## イメージキャラクター
- タイキ君
  - 三河湾生まれ。特技は海水浴。2005年からタイキグループのイメージキャラクターになっている。